# 73 av. J.-C.
Cette page concerne l'année 73 av. J.-C. du calendrier julien proleptique.

## Événements
- 4 octobre 74 av. J.-C. (1er janvier 681 du calendrier romain) : début à Rome du consulat de Caius Cassius Longinus et Marcus Terentius Varro Lucullus[1].

- Printemps :
  - Troisième guerre de Mithridate avec le consul Lucullus sur terre et le consul Cotta sur mer (fin en 71 av. J.-C.). Mithridate VI, victorieux de Cotta à Chalcédoine, met le siège devant Cyzique. Lucullus se tient sur la défensive ; quand Mithridate doit lever le siège de Cyzique devant les difficultés d’approvisionnement de ses forces à l’approche de l’hiver, il fait subir de lourdes pertes à son avant-garde au passage du Rhyndacus puis sur les bords du Granique. Mithridate, avec l’aide de sa flotte, se retire avec le reste de son armée à Nicomédie[2].
  - Guerre sertorienne : Pompée, après avoir hiverné en Gaule, opère de nouveau en Celtibérie : il prend Pallantia, Clunia et Uxama (Osma)[3]. Sertorius perd le soutien des Espagnols et réplique par de sévères représailles. À la fin de l’année, il ne contrôle plus dans le Nord de l’Hispanie que Ilerda, Calagurris Osca, Tarraco, Valentia et Dianium[4].

- Été : révolte d'esclaves menée par Spartacus à partir de Capoue en Campanie. Soixante-dix gladiateurs de l'école de Capoue s'évadent et se réfugient sur les pentes du Vésuve. Début de la troisième Guerre servile (fin en 71 av. J.-C.)[5].

- Catilina est accusé d'adultère avec une vestale, Fabia, qui était la demi-sœur de la femme de Cicéron. Il est acquitté[6].

## Naissances en 73 av. J.-C.
- Hérode, roi de Judée.

## Décès
- Gaius Aurelius Cotta, homme politique et orateur romain.